# 法田站
法田站（：／ Beopjeon yeok */?）是位于韩国庆尚北道奉化郡法田面法田里的一座鐵路站，属于岭东线。

## 历史
- 1955年7月1日 - 落成使用[1]。

## 相鄰車站
韓國鐵道公社
嶺東線
鳳城－法田－春陽